# Morella kraussiana
Morella kraussiana là một loài thực vật có hoa trong họ Myricaceae. Loài này được (Buchinger ex Meisn.) Killick mô tả khoa học đầu tiên năm 1998.